# Buffet Crampon
Buffet Crampon et Companie (Бюффе-крампон і компанія) — французька фірма-виробник дерев'яних духових інструментів, що прославилася насамперед своїми кларнетами.

## Історія
Фірма була заснована в Парижі 1825 року як приватна майстерня музичних інструментів майстром Дені Бюффе-Оже. П'ять років по тому його справу успадкував син Жан-Луї Бюффе. Після одруження 1836 року на Зої Крампон він взяв подвійне прізвище, поклавши початок сучасному назвою торгової марки. Сучасний логотип фірми з'явився 1844 року .
Дядько Жана-Луї, Луї-Огюст Бюффе, був знайомий з професором Паризької консерваторії Гіацинтом Клозе. У кінці 1830-х років вони спільно створили нову модель кларнета з системою кільцевих клапанів, винайденою флейтистом мюнхенської Придворної капели Теобальдом Бемом. Нові інструменти швидко завоювали величезну популярність, і для того, щоб задовольнити збільшений попит, 1850 року в місті Мант-ла-Віль була побудована фабрика — філія паризької фірми. З 1866 року компанія почала виробляти саксофони .
«Buffet-Crampon» отримала безліч нагород за якість своїх інструментів, у тому числі на Всесвітній виставці в Парижі в 1900 році. З 1918 року компанія вийшла на американський ринок і завоювала позиції світового лідера у виготовленні інструментів для професійного заняття музикою .
У XX столітті вдосконалення технологій виготовлення інструментів призвело до створення нових моделей кларнетів — R13 (з новою формою каналу ствола; 1950), RC (1975) та інших .
1981 року Buffet Crampon була придбана знаменитою видавничою групою «Boosey and Hawkes», що дозволило вкласти значні кошти в модернізацію виробництва. «Buffet Crampon» почала виробляти інструменти для музикантів усіх рівнів — від початківців до професійних артистів .
2003 року «Buffet Crampon» відокремилася від групи «Boosey and Hawkes», а 2005 року, з ініціативи президента фірми Поля Берроне знову придбала повну незалежність. 2006 року фірма придбала два відомих бренди мідних духових інструментів: «Antoine Courtois Paris» і «Besson». Об'єднання трьох брендів «Buffet Crampon», «Antoine Courtois» і «Besson», дозволило групі зайняти лідируючі позиції на ринку в секторі дерев'яних духових (кларнети, бас-кларнети, гобої, фаготи, саксофони) і мідних інструментів (труби, корнети, флюгельгорни, тромбони, валторни, тенорові ріжки, еуфоніуми, туби, саксофони). Товарообіг групи 2007 року становив 60 мільйонів євро, 90% яких були від експорту, представляючи зростання 18% в порівнянні з 2005 роком .

## Продукція

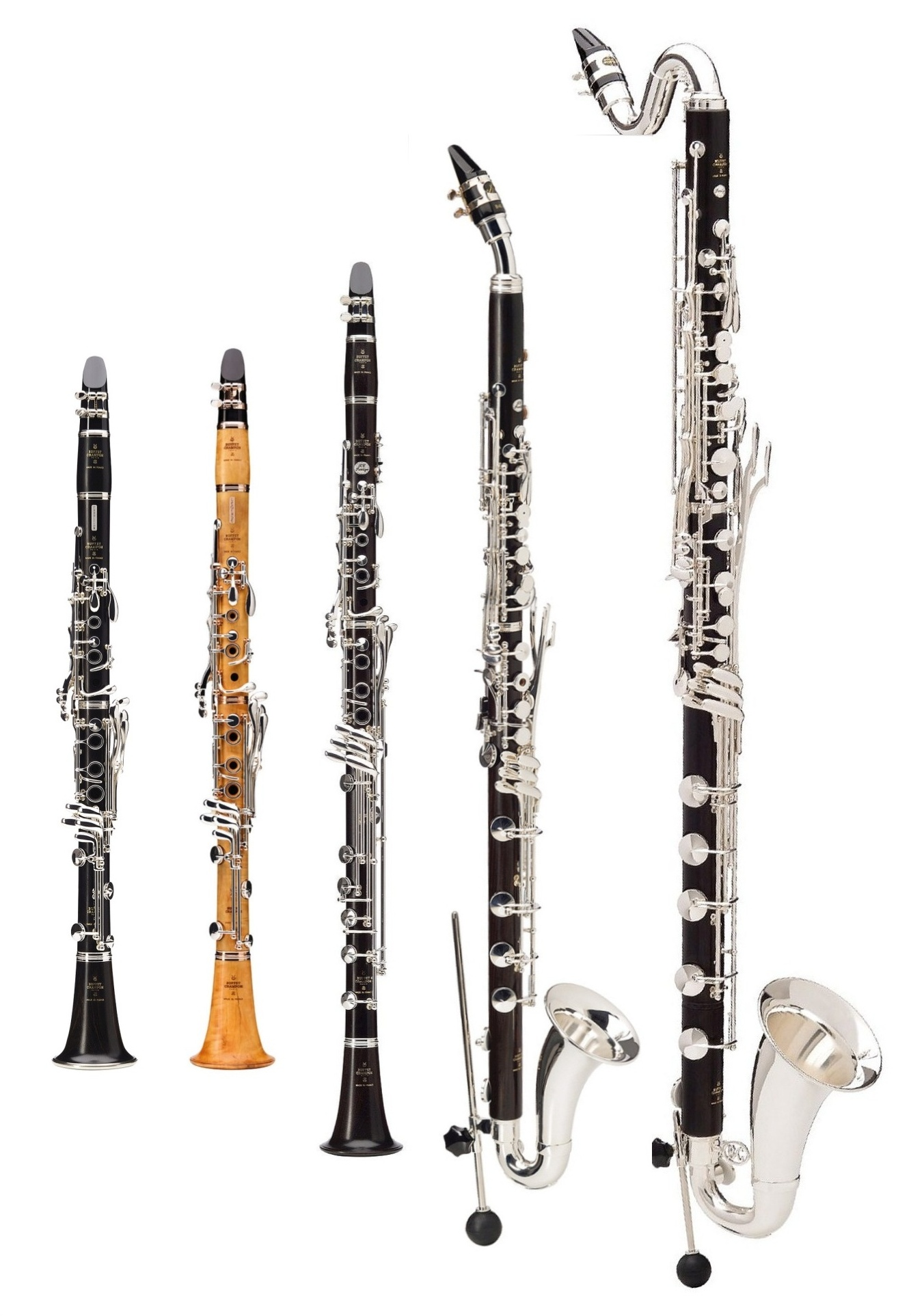
Bb-clarinet Tradition, Bb-clarinet Legende from boxwood, Basset clarinet Prestige, Basset horn Prestige, Bass clarinet Tosca

### Кларнети
Пластикові кларнети
- B10
- Evette
- B12

Середні кларнети
- Evette
- Evette Master Model
- Evette & Schaeffer
- Evette & Schaeffer Master Model
- E11
- E11 France
- E10
- E12
- C13 «International»
- E13/Limité

Професійні кларнети
- C12 «Conservatoire» model
- R13
- RC
- S1
- R13 Vintage
- Festival
- R13 Prestige
- RC Prestige
- Green line
- Tosca
- Elite

### Флейти
Серія 200
- 225
- 227
- 228

Перероблена серія 6000
- 6010
- 6020
- 6040
- 6050

Серія 7000
- Моделі, схожі на серію 6000 і вище.